# Bovalhütte
Die Bovalhütte – rätoromanisch Chamanna da Bovalⓘ, vereinzelt auch Boval-Hütte – ist eine Schutzhütte der Sektion Bernina des Schweizer Alpen-Clubs in den Bernina-Alpen auf 2494 m ü. M. und steht westlich der Zunge des Morteratschgletschers im Schweizer Kanton Graubünden. Über ihr erheben sich im Westen der Piz Boval und der Piz Morteratsch.

## Geschichte

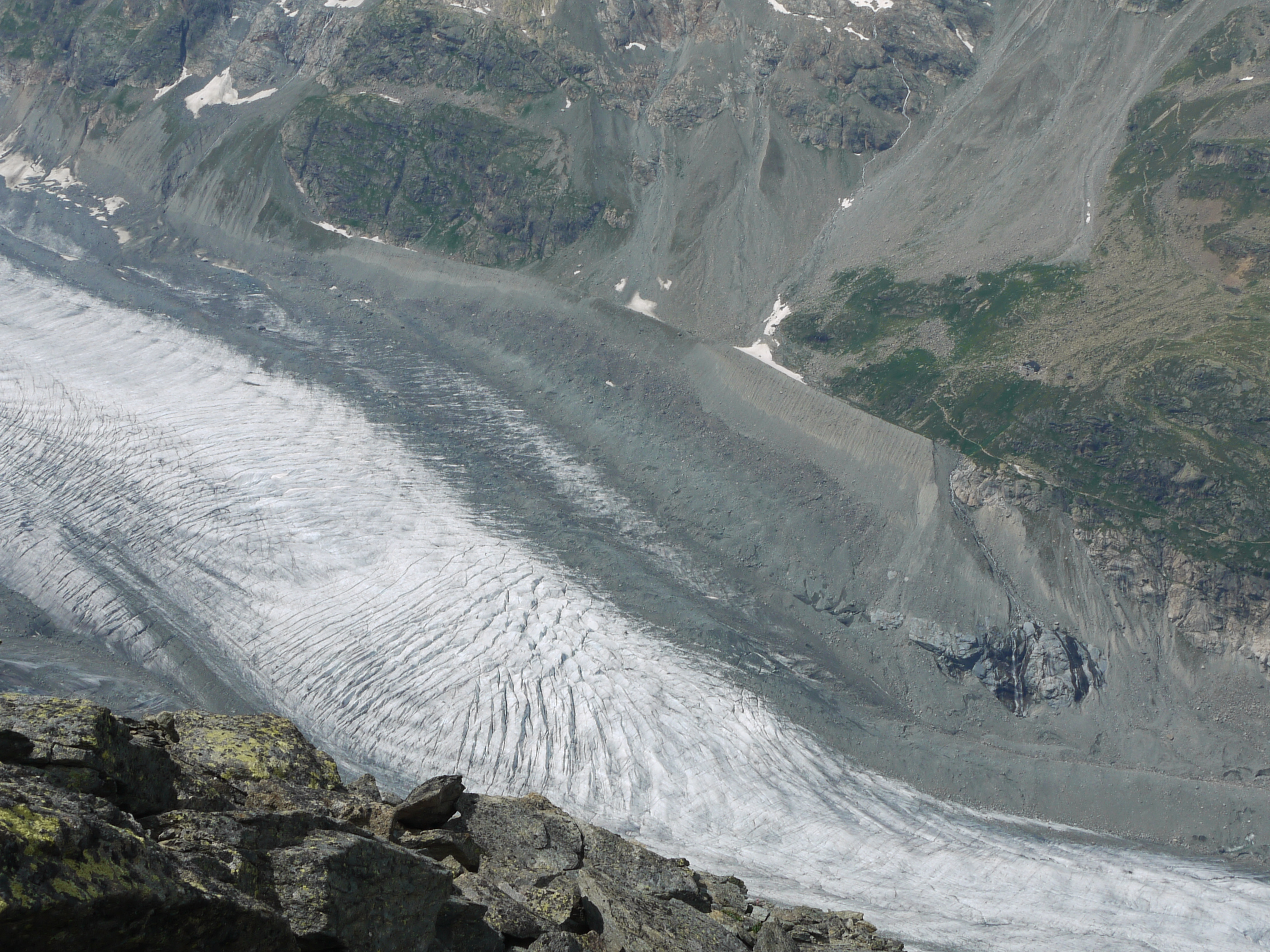
Morteratschgletscher mit Hütte (rechts Mitte)

1876 erstellte der Bergführerverein die erste einfache Unterkunft unweit der linken Seitenmoräne des Morteratschgletschers. 1906 wird die neue Bovalhütte etwas oberhalb der ersten Unterkunft gebaut. Diese wird im April 1913 durch eine Lawine zerstört. Der Neubau am heutigen Standort kann bereits im Herbst 1913 eingeweiht werden. Der Erweiterungsbau erfolgt 1977 und 1978.

## Alpinismus

### Zugang
- Von der Station Morteratsch der Berninabahn entlang der linken Seitenmoräne des Morteratschgletschers, Dauer: gut 2 Stunden.
- Von der Bergstation der Diavolezza-Bergbahn im Winter als Skitour über Pers- und Morteratschgletscher, Dauer: 2 Stunden (wegen der schmelzenden Gletscher ist dieser Weg im Sommer eher schwierig und zeitaufwändiger).

### Gipfel
- Piz Boval (3353 m)
- Piz Morteratsch (3751 m)
- Piz Argient (3943 m)
- Piz Bernina (4048 m)

### Ausblick
Von der Bovalhütte geniesst man einen herrlichen Ausblick in die umgebende Hochgebirgslandschaft. So erblickt man von hier nicht nur Pers- und Morteratschgletscher, die sich im Jahr 2015 "getrennt" haben, sondern auch den Hauptkamm der Berninagruppe einschliesslich des höchsten Bergs der Ostalpen mit dem bekannten Biancograt.